# Nachtclub

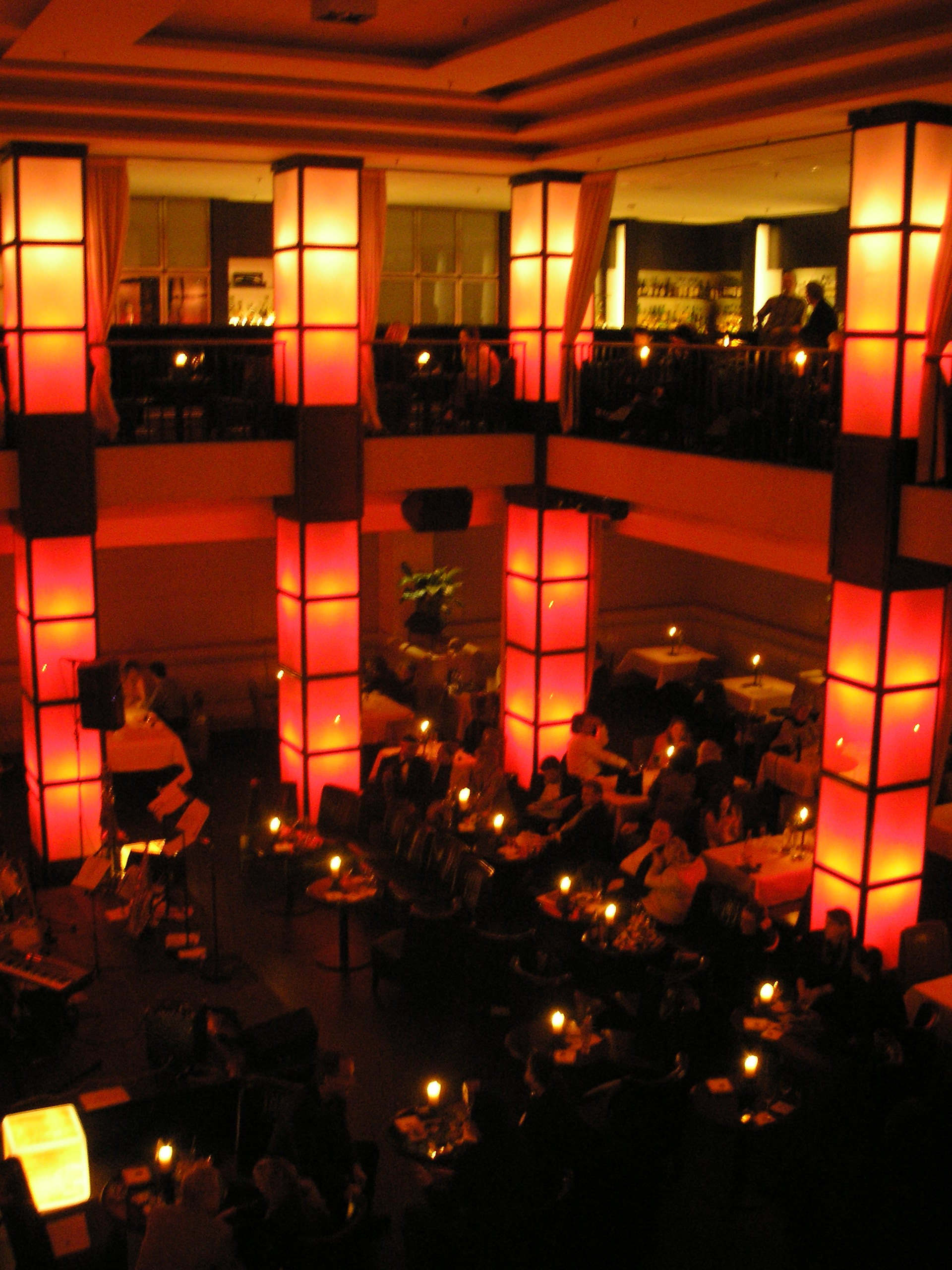
Nachtclub Felix in Berlijn

Een nachtclub is een uitgaansgelegenheid die in de nachtelijke uren geopend is. Dit kan een discotheek zijn, een nachtelijk poppodium, een jazzclub of een nachtclub gericht op erotisch vermaak (met prostituees of met stripteaseshows). Een nachtclub kan deze elementen ook combineren of op verschillende avonden verschillende functies hebben.
Nachtclubs bevinden zich hoofdzakelijk in de grotere steden.